# Hafnón
El hafnón es un mineral de la clase de los silicatos, que pertenece al grupo del zircón. Recibe su nombre en alusión a su composición....

## Características químicas
El hafnón es un silicato de fórmula química HfSiO4, un silicato de hafnio. Fue aprobada como especie válida por la Asociación Mineralógica Internacional en 1974. Cristaliza en el sistema tetragonal. Su dureza en la escala de Mohs es 7,5. Es el análogo con hafnio de la torita y el zircón. Forma una serie de solución sólida con el zircón.
Según la clasificación de Nickel-Strunz, el hafnón pertenece a "9.AD - nesosilicatos sin aniones adicionales; cationes en [6] y/o mayor coordinación" junto con los siguientes minerales: larnita, calcio-olivina, merwinita, bredigita, andradita, almandina, calderita, goldmanita, grossulária, henritermierita, hibschita, hidroandradita, katoíta, kimzeyita, knorringita, majorita, morimotoíta, vogesita, schorlomita, spessartina, uvarovita, wadalita, holtstamita, kerimasita, toturita, momoiíta, eltyubyuita, coffinita, torita, thorogummita, zircón, stetindita, huttonita, tombarthita-(Y), eulitina y reidita.

## Formación y yacimientos
Se encuentra en pegmatitas de granito que contienen tántalo, donde suele encontrarse asociado a otros minerales como: cookeíta, albita, antofilita, apatita, barita, beril, bismoclita, cassiterita, cesstibtantita, columbita-(Fe), kimrobinsonita, moscovita, flogopita, cuarzo, tantalita-(Mn), torita y minerales del grupo del feldespato y de la microlita. Fue descrita a partir de material recogido en tres lugares de Zambezia, en Mozambique.